# Paul Schöne

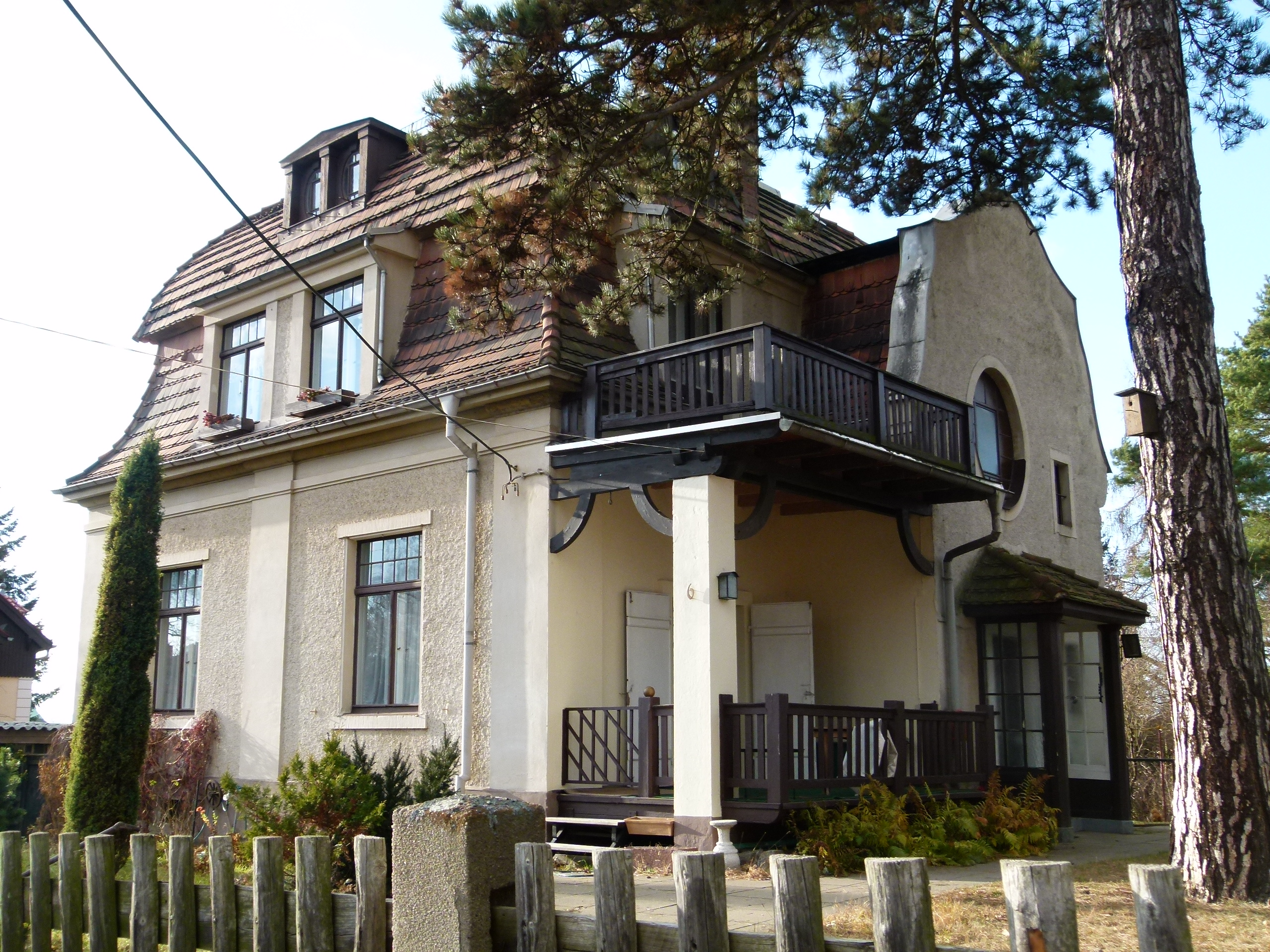
Villa und Sterbehaus von Paul Schöne in Dresden, Malerstraße 6

Alfred Paul Schöne (* 24. Juli 1868 in Wehrsdorf; † 20. Dezember 1947 in Dresden) war ein deutscher Kirchenmusiker, Seminaroberlehrer und  Textdichter.

## Leben und Wirken
Schöne stammte aus der Lausitz und war der Sohn des Landwirts Karl August Schöne und dessen Ehefrau Friederike Wilhelmine Schöne geborene Wolf. Von 1899 bis 1927 war er Kantor und Organist an der Dresdner Frauenkirche. Außerdem war er als Seminaroberlehrer am Freiherrlich von Fletchersches Lehrerseminar tätig und bemühte sich um die Verbesserung des Volksschulgesanges. Dazu gab er 1905 das Lehrbuch Denksingen heraus. Hans Fährmann widmete ihm 1907 das Chorwerk Herr, höre meine Worte aus seinen Fünf Sprüchen und Psalmen. Er gründete einen Chor in der Dresdner Frauenkirche, bestehend aus 40 Knaben und 20 Seminaristen, der am Ende des Ersten Weltkrieges aufgelöst wurde.
Im November 1924 wurde in Dresden sein Lied „Nachtbildchen“ uraufgeführt.
Schöne verfasste den Text des von Paul Gläser vertonten Oratoriums Jesus, das 1933 im Hochburg-Verlag Dresden veröffentlicht wurde.
Er trug zuletzt den Titel eines Musikdirektors und starb 1947 in seiner Villa in Dresden-Loschwitz, Malerstraße 6. Verheiratet war er ab 1891 mit Therese Riedel, Tochter eines Fabrikbesitzers aus Wien. Der promovierte Mediziner Alfred Schöne war ihr gemeinsamer Sohn.